# 中村航輔
中村 航輔（なかむら こうすけ、1995年2月27日 - ）は、東京都北区出身のプロサッカー選手。ポジションはゴールキーパー。元日本代表。

## 来歴

### クラブ

#### 柏レイソル
小学校1年生の時に地元・北区のコアラSCでサッカーを始めた。当初は様々なポジションでプレーしていたが、2002年日韓共催ワールドカップでドイツ代表のオリバー・カーンの活躍を見てゴールキーパーに転向した。小学校5年時から柏レイソルの下部組織に加入し、2013年に同期の秋野央樹、小林祐介、木村裕と共にトップチームへ昇格したが 前年の第36回日本クラブユースサッカー選手権 (U-18)大会直前に右腕を骨折して以来負傷が続き、出場機会は得られなかった。

#### アビスパ福岡
2015年、J2・アビスパ福岡へ期限付き移籍。第10節ジュビロ磐田戦で移籍後初出場を果たす。しかし負傷が続いたが、第24節大宮アルディージャ戦からスターティングメンバーに定着した。同年のリーグ戦では、2010年以降J2で1,000分以上出場したゴールキーパーの中でトップとなるシュートセーブ率87.3%を記録。J2リーグ月間MVPを受賞した9月以降は、出場した全12試合のうち9試合を無失点に抑えた。最終順位は得失点差で自動昇格圏に届かず3位に終わったが、J1昇格プレーオフでもビッグセーブを連発し、クラブ5年ぶりのJ1復帰に大きく貢献した。

#### 柏レイソル復帰
2016年、アビスパ福岡への期限付き移籍期間が満了し、J1・柏レイソルへ復帰した。前年まで正GKを務めていた菅野孝憲が京都サンガF.C.へ移籍したこともあり、開幕からスターティングメンバーに定着すると、シーズンを通じて安定したパフォーマンスを続け、同年のJリーグ優秀選手賞を受賞した。
2017年はリーグ戦全試合に出場し、5月には福岡在籍時以来2度目の月間MVPを受賞。満23歳以下の選手を対象としたTAG Heuer YOUNG GUNS AWARD・ベストイレブン、ならびにJリーグベストイレブンに初選出された。
2018年シーズンでは、5月20日の第15節名古屋戦で、後半アディショナルタイムに名古屋FWジョーと交錯して頭からピッチに転落、担架で搬送され、脳震盪と頚椎捻挫と診断され入院した。ワールドカップ直前の試合だったため、本戦メンバー入りが危ぶまれたが、無事メンバー入りを果たした。しかし、ワールドカップによる中断期間明けの7月18日に開催された第16節FC東京戦で、61分にFC東京MF東慶悟のグラウンダーのクロスに対し反応した際、ゴール前につめていたFC東京FW富樫敬真の膝が中村の頭部に激突、中村はそのまま意識を失い負傷退場、病院に緊急搬送され脳震盪と診断された。その怪我の影響で3ヶ月半の離脱となったが、11月3日の川崎戦で復帰を果たした。
2019年シーズンは、福岡時代以来のJ2でのプレーとなったが41試合に出場。リーグ最少失点に抑え柏のJ1昇格に貢献した。また日本代表復帰も果たした。シーズン終了後には、韓国代表のキム・スンギュの加入が発表された事により、海外クラブや川崎への移籍が噂されたが、新体制発表会で中村の名前が発表された。チーム初戦となるプレシーズンマッチのちばぎんカップ ジェフユナイテッド市原・千葉戦で負傷し、右外側ハムストリング肉離れと診断された。その後のルヴァンカップ第1節のガンバ大阪戦やリーグ開幕戦の北海道コンサドーレ札幌戦は出場できなかったが、コロナ禍による中断明けの7月4日第2節からベンチ入り、7月18日第5節からスタメン復帰となった。しかし9月5日第14節清水エスパルス戦にて負傷し途中交代。シーズン二度目の離脱を余儀なくされ、その後の2020年の出場は無かった。

#### ポルティモネンセSC
2021シーズンより、プリメイラ・リーガのポルティモネンセSCへ完全移籍。初の海外挑戦となった同シーズンは、怪我の影響などもあって公式戦の出場はなかった。
その後も長らく正GKのサムエル・ポルトガルの控えに留まっていたが、そのサムエルが2023シーズンより、FCポルトへ移籍したことで正GKに昇格した。以降はレギュラーとして出場を続け、第15節首位SLベンフィカ戦で、PKストップ含む11本のセーブを記録。チームは0ｰ1で敗れたものの自身はMOMを選ばれるなどと活躍を続けた。

### 代表
中学時代から各世代の年代別日本代表に選出され、2011 FIFA U-17ワールドカップでベスト8進出を果たした「94ジャパン」の絶対的守護神として活躍した。2012年には飛び級でU-19日本代表の正GKを務め、AFC U-19選手権2012の代表メンバーに招集されたが、同年7月と10月に右腕の同じ箇所を骨折した影響で辞退した。2年越しの参加となったAFC U-19選手権2014では全4試合に出場したが、準々決勝北朝鮮戦でPK戦の末敗退し、2015 FIFA U-20ワールドカップの出場権は獲得出来なかった。2016年のリオデジャネイロ五輪では予選から櫛引政敏が正GKとして起用されていたが、本大会1次リーグ初戦ナイジェリア戦で5失点を喫し敗れたことで、第2戦コロンビア戦からスターティングメンバーに名を連ねた。第3戦スウェーデン戦では完封勝利に貢献したものの、チームは1次リーグで敗退した。同年10月、日本代表史上初めて実施されたゴールキーパーのみの代表候補合宿に参加。2017年5月、キリンチャレンジカップ2017ならびに2018 FIFAワールドカップ・アジア最終予選のメンバーとしてA代表に初招集された。
2017年12月9日、EAFF E-1サッカー選手権2017の北朝鮮戦でA代表初出場を果たした。デビュー戦ながら好セーブを連発し、チームの完封勝利に貢献した。
2018年6月、ロシアワールドカップメンバーに選出された。日本代表の正GKである川島永嗣のパフォーマンスが安定しなかった事もあり、中村をスタメンに推すメディアも多かったが、西野朗監督が経験が豊富でベテランの川島を信頼した事もあり、W杯本番での出場は無かった。
2019年12月、EAFF E-1サッカー選手権2019メンバーに選出された。2023年6月のエルサルバドル、ペルー戦にメンバー選出された。ペルー戦に先発フル出場し勝利に貢献。

## 人物
- 趣味は幼少期に祖父から教わった将棋[39]。オンライン対戦アプリ「将棋ウォーズ」で4,000局以上の対局経験を積んでいるほか、テレビの将棋番組や羽生善治の著書にも目を通している[40][41]。2017年7月に開催された柏のファン感謝イベントではプロ棋士の中村太地と四枚落ちのハンデ戦を行い、得意の四間飛車を用いて勝利を収めた[41]。
- インタビューで「今の自分があるのは、福岡での１年があったから。本当に大切な時間だった」と語り、期限付き移籍で加入したアビスパ福岡での1年間がターニングポイントだったと語っている[42]。
- アスリートの筋トレ方法を積極的に学んでいる。また、独学の呼吸法も取り入れ、72kgの体重を1年で10キロ増やし、82kgにした[42]。

## 所属クラブ
- 2001年 - 2004年 コアラサッカークラブ（北区立王子小学校）
- 2005年 - 2006年 柏レイソルU-12（北区立王子小学校）
- 2007年 - 2009年 柏レイソルU-15（北区立王子桜中学校）
- 2010年 - 2012年 柏レイソルU-18（柏日体高等学校）
- 2013年 - 2020年  柏レイソル
  - 2014年 - 2015年  Jリーグ・アンダー22選抜
  - 2015年  アビスパ福岡（期限付き移籍）
- 2021年 - 2025年  ポルティモネンセSC

## 個人成績
| 国内大会個人成績 | 国内大会個人成績 | 国内大会個人成績 | 国内大会個人成績 | 国内大会個人成績 | 国内大会個人成績 | 国内大会個人成績 | 国内大会個人成績 | 国内大会個人成績 | 国内大会個人成績 | 国内大会個人成績 | 国内大会個人成績 |
| 年度             | クラブ           | 背番号           | リーグ           | リーグ戦         | リーグ戦         | リーグ杯         | リーグ杯         | オープン杯       | オープン杯       | 期間通算         | 期間通算         |
| 年度             | クラブ           | 背番号           | リーグ           | 出場             | 得点             | 出場             | 得点             | 出場             | 得点             | 出場             | 得点             |
| 日本             | 日本             | 日本             | 日本             | リーグ戦         | リーグ戦         | リーグ杯         | リーグ杯         | 天皇杯           | 天皇杯           | 期間通算         | 期間通算         |
| ---------------- | ---------------- | ---------------- | ---------------- | ---------------- | ---------------- | ---------------- | ---------------- | ---------------- | ---------------- | ---------------- | ---------------- |
| 2011             | 柏U-18           | 1                | -                | -                | -                | -                | -                | 1                | 0                | 1                | 0                |
| 2012             | 柏U-18           | 1                | -                | -                | -                | -                | -                | 0                | 0                | 0                | 0                |
| 2013             | 柏               | 31               | J1               | 0                | 0                | 0                | 0                | 0                | 0                | 0                | 0                |
| 2014             | 柏               | 31               | J1               | 0                | 0                | 0                | 0                | 0                | 0                | 0                | 0                |
| 2015             | 福岡             | 23               | J2               | 20               | 0                | -                | -                | 1                | 0                | 21               | 0                |
| 2016             | 柏               | 23               | J1               | 28               | 0                | 1                | 0                | 3                | 0                | 32               | 0                |
| 2017             | 柏               | 23               | J1               | 34               | 0                | 0                | 0                | 4                | 0                | 38               | 0                |
| 2018             | 柏               | 23               | J1               | 17               | 0                | 0                | 0                | 0                | 0                | 17               | 0                |
| 2019             | 柏               | 23               | J2               | 41               | 0                | 1                | 0                | 2                | 0                | 44               | 0                |
| 2020             | 柏               | 23               | J1               | 10               | 0                | 1                | 0                | -                | -                | 11               | 0                |
| ポルトガル       | ポルトガル       | ポルトガル       | ポルトガル       | リーグ戦         | リーグ戦         | リーグ杯         | リーグ杯         | ポルトガル杯     | ポルトガル杯     | 期間通算         | 期間通算         |
| 2020-21          | ポルティモネンセ | 32               | プリメイラ       | 0                | 0                | 0                | 0                | 0                | 0                | 0                | 0                |
| 2021-22          | ポルティモネンセ | 32               | プリメイラ       | 2                | 0                | 0                | 0                | 1                | 0                | 3                | 0                |
| 2022-23          | ポルティモネンセ | 32               | プリメイラ       | 30               | 0                | 2                | 0                | 0                | 0                | 32               | 0                |
| 2023-24          | ポルティモネンセ | 32               | プリメイラ       | 20               | 0                | 0                | 0                | 0                | 0                | 20               | 0                |
| 2024-25          | ポルティモネンセ | 32               | リーガプロ       | 3                | 0                | 0                | 0                | 0                | 0                | 3                | 0                |
| 通算             | 日本             | 日本             | J1               | 89               | 0                | 2                | 0                | 7                | 0                | 98               | 0                |
| 通算             | 日本             | 日本             | J2               | 61               | 0                | 1                | 0                | 3                | 0                | 65               | 0                |
| 通算             | 日本             | 日本             | 他               | -                | -                | -                | -                | 1                | 0                | 1                | 0                |
| 通算             | ポルトガル       | ポルトガル       | プリメイラ       | 52               | 0                | 2                | 0                | 1                | 0                | 55               | 0                |
| 総通算           | 総通算           | 総通算           | 総通算           | 202              | 0                | 5                | 0                | 12               | 0                | 219              | 0                |

その他の公式戦
| 2014   | J-22   | -      | J3     | 3 | 0 | 3 | 0 |
| 2015   | J-22   | -      | J3     | 0 | 0 | 0 | 0 |
| 通算   | 日本   | 日本   | J3     | 3 | 0 | 3 | 0 |
| 総通算 | 総通算 | 総通算 | 総通算 | 3 | 0 | 3 | 0 |

- 2015年
  - J1昇格プレーオフ 2試合0得点
- 2024年
  - 昇降格プレーオフ 1試合0得点

| 国際大会個人成績 | 国際大会個人成績 | 国際大会個人成績 | 国際大会個人成績 | 国際大会個人成績 |
| 年度             | クラブ           | 背番号           | 出場             | 得点             |
| AFC              | AFC              | AFC              | ACL              | ACL              |
| ---------------- | ---------------- | ---------------- | ---------------- | ---------------- |
| 2013             | 柏               | 31               | 0                | 0                |
| 2018             | 柏               | 23               | 3                | 0                |
| 通算             | AFC              | AFC              | 3                | 0                |

その他の国際公式戦
- 2018年
  - AFCチャンピオンズリーグ2018 東地区プレーオフ 1試合0得点

### 出場歴
- J1初出場 - 2016年2月27日 第1節 浦和レッズ戦（日立柏サッカー場）
- J2初出場 - 2015年4月29日 第10節 ジュビロ磐田戦（ヤマハスタジアム）
- J3初出場 - 2014年5月11日 第11節 ツエーゲン金沢戦 石川県西部緑地公園陸上競技場

## タイトル

### クラブ
柏レイソルU-12
- ダノンネーションズカップ in JAPAN : 2006年

柏レイソルU-15
- 関東ユース (U-15)サッカーリーグ : 2008年

柏レイソルU-18
- 日本クラブユースサッカー選手権(U-18)大会 : 2012年
- 千葉県サッカー選手権大会 : 2012年

柏レイソル
- Jリーグカップ : 2013年
- スルガ銀行チャンピオンシップ : 2014年
- J2リーグ : 2019年

### 代表
U-19日本代表
- AFF U-19ユース選手権（英語版） : 2014年（英語版）

### 個人
- Jリーグベストイレブン：1回（2017年）
- Jリーグ優秀選手賞：2回（2016年、2017年）
- TAG Heuer YOUNG GUNS AWARD・ベストイレブン：1回（2017年）
- J1リーグ月間MVP：1回（2017年5月）
- J2リーグ月間MVP：1回（2015年9月）

## 代表歴

### 出場大会
- U-15日本代表
  - 2009年 - AFC U-16選手権2010 (予選)
- U-16日本代表
  - 2010年 - サニックス杯国際ユースサッカー大会
  - 2010年 - 豊田国際ユースサッカー大会
  - 2010年 -  AFC U-16選手権2010
- U-17日本代表
  - 2011年 - スロバキアカップ
  - 2011年 - 2011 FIFA U-17ワールドカップ
- U-18日本代表
  - 2011年 - SBSカップ 国際ユースサッカー
  - 2011年 - Traditional Winter Tournament Israel
- U-19日本代表
  - 2012年 - SAFA ケープタウンU-20国際トーナメント（英語版）
  - 2012年 - AFC U-22選手権2013 (予選)
  - 2012年 - AFC U-19選手権2012（※負傷により参加辞退[26]）
  - 2014年 - SBSカップ 国際ユースサッカー
  - 2014年 - AFF U-19ユース選手権2014（英語版）
  - 2014年 - AFC U-19選手権2014
- U-22日本代表
  - 2015年 - AFC U-23選手権2016 (予選)
- U-23日本代表
  - 2016年 - AFC U-23選手権2016（※負傷により参加辞退[43]）
  - 2016年 - トゥーロン国際大会
  - 2016年 - キリンチャレンジカップ
  - 2016年 - リオデジャネイロ五輪
- 日本代表
  - 2017年 - キリンチャレンジカップ
  - 2017年 - 2018 FIFAワールドカップ・アジア最終予選
  - 2017年 - EAFF E-1サッカー選手権2017
  - 2018年 - 2018 FIFAワールドカップ
  - 2019年 - キリンチャレンジカップ
  - 2019年 - EAFF E-1サッカー選手権2019
  - 2023年 - キリンチャレンジカップ

### 試合数
- 国際Aマッチ 8試合 0得点（2017年 - 2023年）

| 日本代表 | 国際Aマッチ | 国際Aマッチ |
| 年       | 出場        | 得点        |
| -------- | ----------- | ----------- |
| 2017     | 2           | 0           |
| 2018     | 2           | 0           |
| 2019     | 2           | 0           |
| 2023     | 2           | 0           |
| 通算     | 8           | 0           |

### 出場
| No. | 開催日         | 開催都市       | スタジアム                     | 対戦国                 | 結果 | 監督           | 大会                       |
| --- | -------------- | -------------- | ------------------------------ | ---------------------- | ---- | -------------- | -------------------------- |
| 1.  | 2017年12月9日  | 東京           | 味の素スタジアム               | 朝鮮民主主義人民共和国 | ○1-0 | ハリルホジッチ | EAFF E-1サッカー選手権2017 |
| 2.  | 2017年12月16日 | 東京           | 味の素スタジアム               | 韓国                   | ●1-4 | ハリルホジッチ | EAFF E-1サッカー選手権2017 |
| 3.  | 2018年3月23日  | リエージュ     | スタッド・モーリス・デュフラン | マリ                   | △1-1 | ハリルホジッチ | 国際親善試合               |
| 4.  | 2018年6月12日  | インスブルック | チボリ・シュタディオン         | パラグアイ             | ○4-2 | 西野朗         | 国際親善試合               |
| 5.  | 2019年12月10日 | 釜山           | 釜山九徳スタジアム             | 中国                   | ○2-1 | 森保一         | EAFF E-1サッカー選手権2019 |
| 6.  | 2019年12月18日 | 釜山           | 釜山アシアドメインスタジアム   | 韓国                   | ●0-1 | 森保一         | EAFF E-1サッカー選手権2019 |
| 7.  | 2023年6月20日  | 吹田           | パナソニックスタジアム吹田     | ペルー                 | ○4-1 | 森保一         | キリンチャレンジカップ2023 |
| 8.  | 2023年9月12日  | ヘンク         | セゲカ・アレーナ               | トルコ                 | ○4-2 | 森保一         | キリンチャレンジカップ2023 |